# Jour noir
Pour la série télévisée appelée Jour noir au Québec, voir See (série télévisée).
Un jour noir ou une journée noire est, selon une expression courante faisant appel au sens figuré de la couleur noire, une date à laquelle un événement aux conséquences graves, voire tragiques, a frappé une personne ou un ensemble de personnes (communauté, pays, ensemble géopolitique, etc.).
L'exemple le plus connu est celui du 24 octobre 1929, baptisé « Black Thursday » (« jeudi noir ») parce qu'il vit se produire le krach boursier à l'origine de la Grande Dépression qui a frappé l'économie mondiale.
Si, dans la culture populaire, la « journée noire » fait généralement référence à un moment qui a profondément déstabilisé ou marqué négativement une partie significative de la population d'un pays, voire du monde, comme les attentats du 11 septembre 2001 dont les répercussions se sont étendues à la quasi-totalité de la politique mondiale, il peut aussi s'agir, à l'échelle individuelle, d'une expression employée pour désigner une journée difficile, par un procédé d'exagération. Ainsi, une personne pourra dire avoir passé une « journée noire » si cette dernière s'est caractérisée par des difficultés notables dans les cadres professionnel, économique, relationnel, etc.